# داگلاس (جورجیا)
داگلاس، جورجیا (به انگلیسی: Douglas, Georgia) یک شهر در ایالات متحده آمریکا با جمعیت ۱۱٬۵۸۹ نفر است که در شهرستان کافی واقع شده‌است.

## موقعیت جغرافیایی
موقعیت جغرافیایی شهرها و مناطق اطراف به شرح زیر است: